# اولیاداروفکا
اولیاداروفکا (انگلیسی: Ulyadarovka) یک شهرک در شهرستان فیودوروفسکی استان باشقیرستان کشور روسیه است.